# Miniprionus pavlovskii
Miniprionus pavlovskii är en skalbaggsart som först beskrevs av Semenov 1935.  Miniprionus pavlovskii ingår i släktet Miniprionus och familjen långhorningar. Inga underarter finns listade i Catalogue of Life.